# Sophronius von Wraza

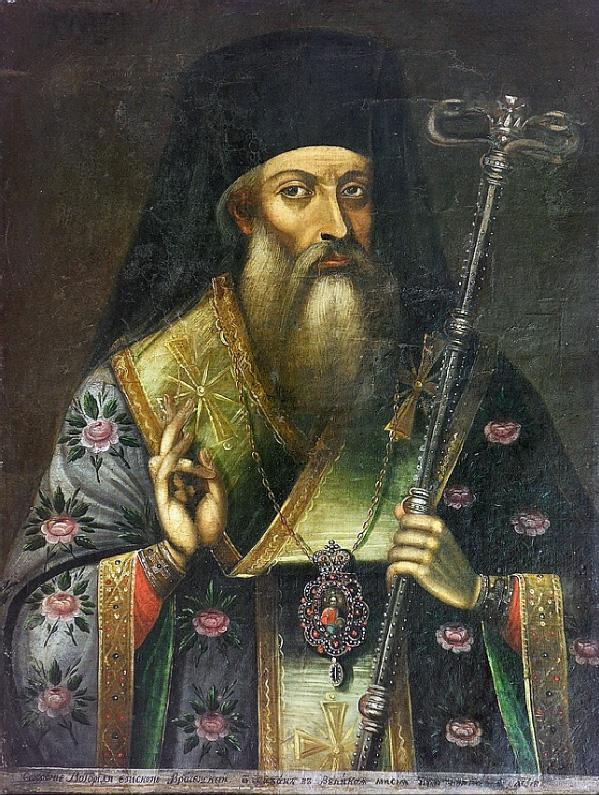
Sophronius von Wraza als Heiliger der Bulgarisch-Orthodoxen Kirche

Sophronius von Wraza (gebräuchliche Transkription: Sofronij Wratschanski, oder Vratchanski; bulgarisch Софроний Врачански, Geburtsname: Stojko Wladislawow (bulgarisch Стойко Владиславов); * 1739 in Kotel, damals Osmanisches Reich, heute Bulgarien; † 1813 in Bukarest, Fürstentum Walachei) war ein bulgarischer Bischof, Historiker, Schriftsteller und ein Gelehrter während der Bulgarischen Nationalen Wiedergeburt.

## Leben
Als Jugendlicher besuchte Sophronius eine griechischsprachige Schule in Kotel. Später arbeitete er als Lehrer. Der Überlieferung nach soll ihn Païssi von Hilandar nach einer Begegnung dazu angeregt haben, eine Abschrift der „Slawo-bulgarischen Geschichte“ (bulg. История славянобългарска) zu fertigen. Diese Abschrift gilt als die erste der Stadt Kotel. Er vermachte diese Ausgabe seiner Stadt und hinterlegte sie in der „Peter und Paulus“ Kirche, damit jeder sich über die Geschichte seines Volkes informieren konnte. 1762 wurde Sophronius in seiner Heimatstadt Kotel zum Priester geweiht. 1792 verließ er Kotel wegen Differenzen mit einem Mitbruder. In der nachfolgenden Zeit war er als Priester in der Region um Karnobat tätig. Danach siedelte er nach Arbanasi um, wo er sich großer Beliebtheit erfreute. Von dort aus unternahm er mehrere Reisen. Er besuchte die heiligen Klöster in Athos und das Kloster Rila. Nach dem Tod seiner Frau trat er selbst unter dem Namen Serafim ins Kloster Kapinowo bei Weliko Tarnowo ein, dessen Leitung er wenig später übernahm.
Am 13. September 1794 wurde er zum Metropolit der Eparchie von Wraza geweiht, woraufhin er sich nur noch Sofronij nannte. Seit Jahrhunderten war er der erste bulgarische Bischof. Die Gegend von Wraza war in dieser Zeit sehr unruhig. Der osmanische Verwalter der Region Widin – der Bosniake Pascha Osman Pazvantoğlu rebellierte gegen die Osmanen. Bürgerkriegsähnliche Zustände waren an der Tagesordnung.
Während der Kämpfe wurde die Region Opfer von marodierenden türkischen Freischärlern (Başı Bozuk) und Tscherkessen. Die Bulgarische Bevölkerung flüchtete in die Nachbarstaaten und nach Russland. Wegen chaotischer Zustände konnte auch Sofronij kaum seine Aufgaben als Bischof erfüllen und musste 1797 über die Donau in die Walachei ins Exil gehen. 1803 kam er in Bukarest an, wo er an der theologischen Hochschule als Lehrer tätig wurde. 1804 schrieb er im Exil seine durch die Schrift „Leben und Abenteuer“ von Dositej Obradović beeinflusste Autobiografie – „Leben und Leiden des Sündigen Sofronij“ (bulg. Житие и страдание грешнаго Софрония). Die letzten Jahre seines Lebens verbrachte er in einem Kloster in der Nähe Bukarests.

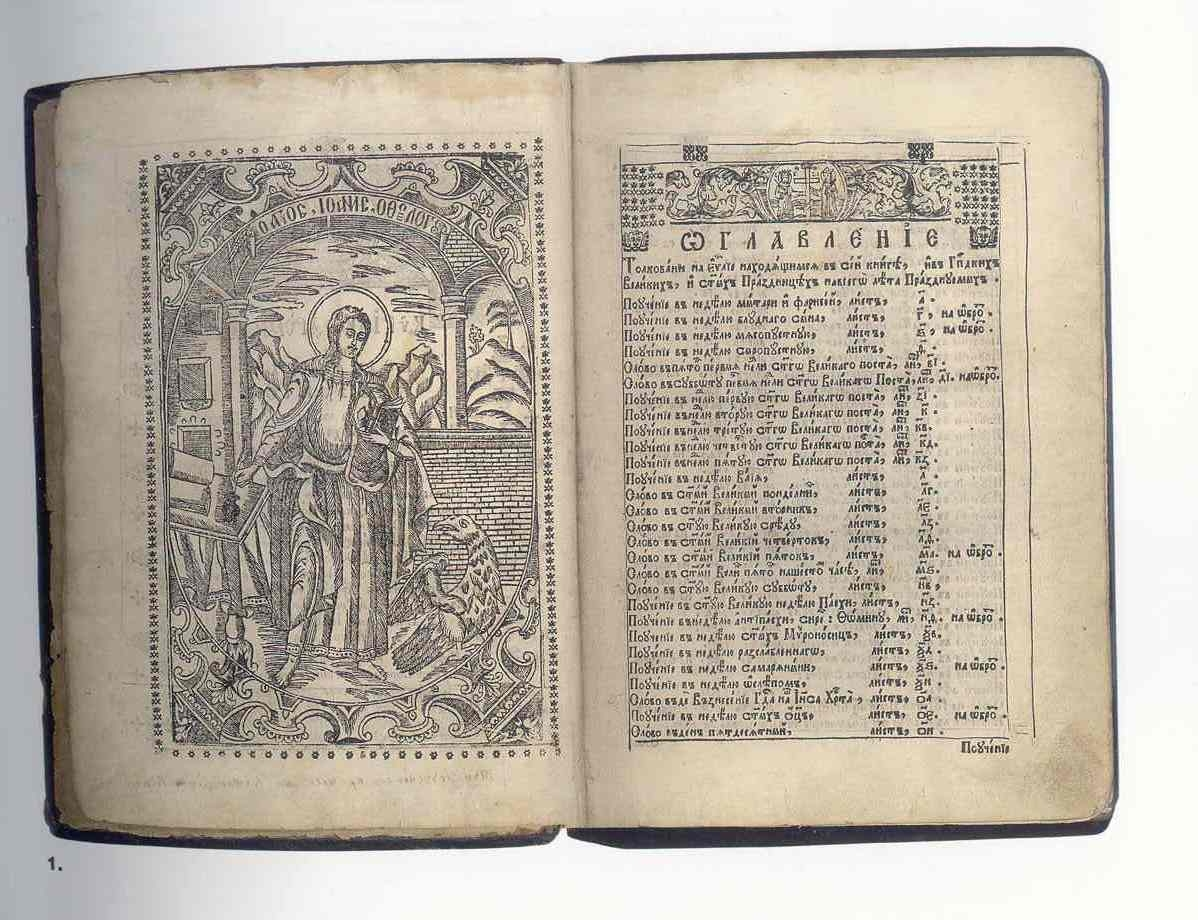
Nedelnoe Evangelskoe Tolkowanie (1805), Inhaltsverzeichnis

Auch politisch wurde Sofronij tätig. Auf seine Anregung hin begab sich eine bulgarische Delegation nach Russland (1804–1808). Er versuchte auch die bulgarischen Emigranten in Bukarest durch Gründung eines politischen Kreises zu aktivieren. Während des Russisch-Türkischen Krieges von 1806 bis 1812 war er einer der angesehensten Vertreter des bulgarischen Volkes bei den russischen Generälen. Ein Jahr vor seinem Tod rief er die bulgarische Bevölkerung dazu auf, die russischen Truppen als Befreier zu empfangen und in jeder Hinsicht zu unterstützen. Er mahnte sie – „der lichte Tag, auf den man 400 Jahre gewartet hat, ist nah“ und machte ihr Hoffnung – „Eurer Leiden wurde in ganz Europa bekannt und in allen Zeitungen wurde eure Qual erwähnt und beschrieben“.
Außer seiner Autobiografie und den Abschriften der „Slawo-bulgarischen Geschichte“ verfasste Sofronij mehrere kurze Erzählungen und philosophische Weisheiten im Geiste der kirchlichen und geistlichen Aufklärung. Er wirkte nicht nur als Schriftsteller und Kleriker, sondern auch Zeichner und Kalligraf. Unter den erhalten gebliebenen Werken befinden sich auch einige Autoporträts. Sein genaues Todesdatum ist nicht bekannt. Das letzte von ihm unterschriebene Dokument trägt das Datum 2. August 1813, was als ein möglicher Todeszeitpunkt gewertet wird. Am 31. Dezember 1964 wurde Sofronij durch die bulgarische Kirche kanonisiert.

## Literarische Tätigkeit und Werke
- 1765 Erste Abschrift der „Slawo-bulgarischen Geschichte“ (bulg. „История славянобългарска“) für die „Peter und Pauls“ Kirche in Kotel. Sie befindet sich heute in der bulgarischen Nationalbibliothek „Kyrill und Methodius“.
- 1781 Zweiter Abschrift der „Slawo-bulgarischen Geschichte“ (bulg. „История славянобългарска“) für den eigenen Gebrauch. Sie wird heute in der Bibliothek der Rumänischen Akademie der Wissenschaft aufbewahrt.
- 1804 Autobiografie – „Leben und Leiden des Sündigen Sofronij“ (bulg. „Житие и страдание грешнаго Софрония“), zum ersten Mal 1862 von Georgi Sawa Rakowski gedruckt.[2]
- 1805 „Nedelnoe Evangelskoe Tolkowanie“ – (bulg. „Неделное евангелское толкование“),
- 1805 „Buch von 1805 über die christlich-orthodoxe, jüdische, und mohammedanische Religion“, geteilt in 3 Kapitel; eins für jede Religion.
- 1806 „Kiriakodroumion siretsch Nedelnik“ (bulg. „Кириакодромион сиреч Неделник“). Es gilt als erstes bulgarisches Buch, das in der neubulgarischen Sprache gedruckt wurde. 1806 in Bukarest gedruckt.[3]
- 1812 „Aufruf für das bulgarische Volk“ (bulg. „Възвание към българския народ“).